# Bipinnula volkmannii
Bipinnula volkmannii är en orkidéart som beskrevs av Friedrich Fritz Wilhelm Ludwig Kraenzlin. Bipinnula volkmannii ingår i släktet Bipinnula och familjen orkidéer. Inga underarter finns listade i Catalogue of Life.